# Nishikawa Joken

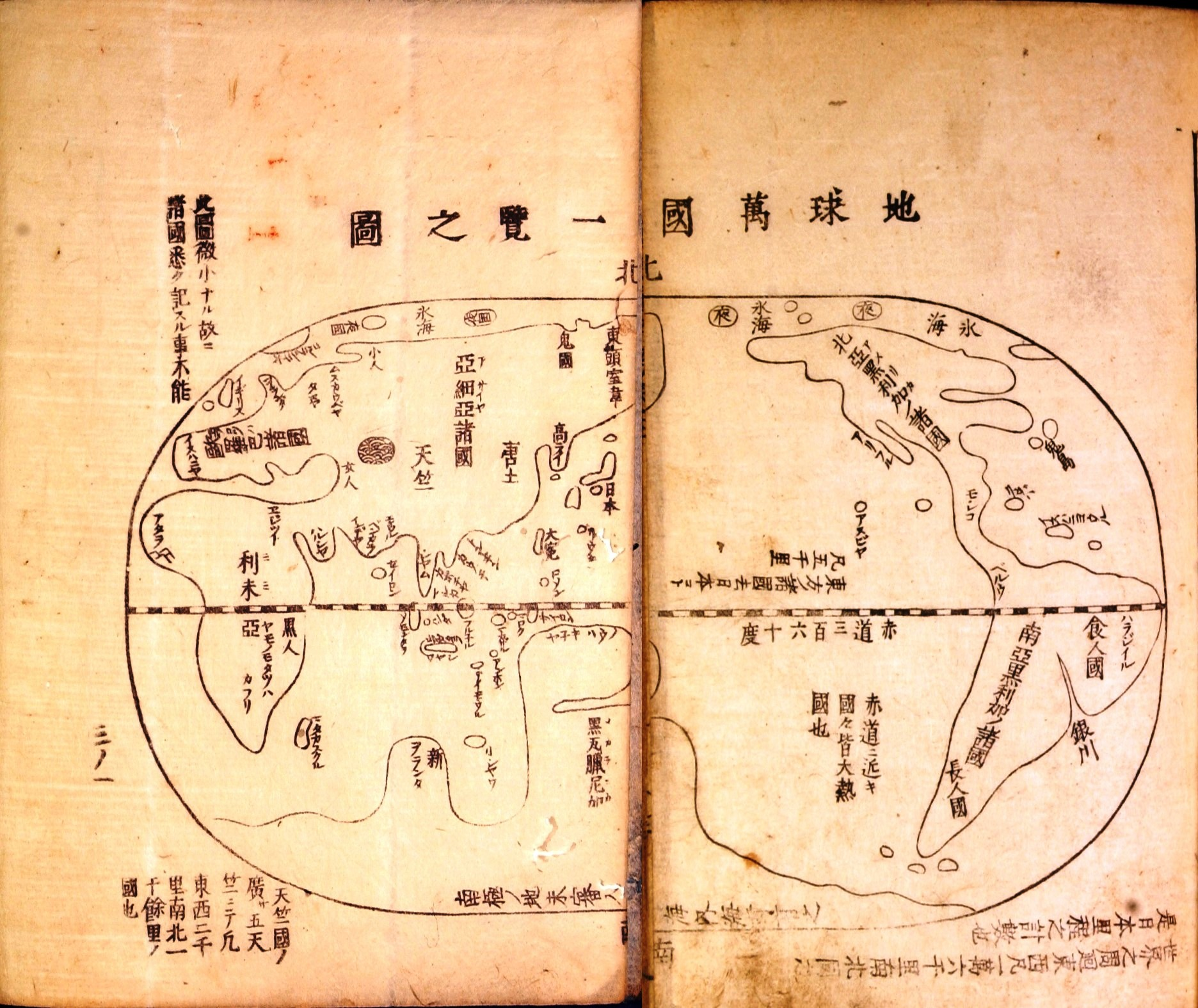
Nishikawas Weltkarte

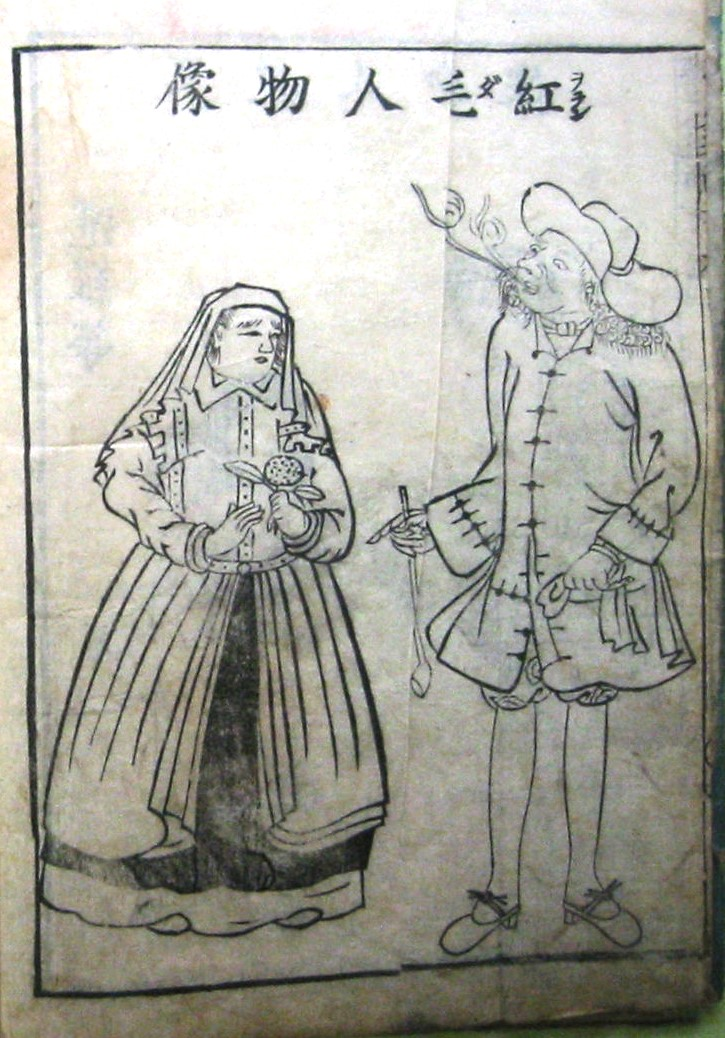
Europäer („Rothaarige“)

Nishikawa Joken (japanisch 西川 如見, eigentlich Nishikawa Tadahide (西川 忠英); geboren 1648 in Nagasaki (Provinz Hizen); gestorben 26. September 1724 ebenda) war ein japanischer Geschäftsmann, Astronom und Gesellschaftskritiker.

## Leben und Wirken
Nishikawa Joken war ein Sohn von Nishikawa Tadamasu (西川 忠益), der in Nagasaki ein Eisenwaren-Geschäft betrieb. Er übernahm das Familienunternehmen, aber im Alter von etwa 20 Jahren studierte er bei dem konfuzianischen Gelehrten Nanbu Sōju (南部 草寿, gest. 1680) in Kyōto, und den astronomischen Kalender anhand der Schriften von Hayashi Kichisaemon (林 吉佐衛門, gest. 1646). Er verglich verschiedene vorkonfuzianische und westliche Theorien und brachte sie in einem System zusammen.
Im Alter von 50 Jahren übergab Nishikawa das Familienunternehmen an seinen ältesten Sohn Masamasa (西川 正昌) und zog sich aus dem Geschäft zurück. 1718 wurde er von Shōgun Tokugawa Yoshimune nach Edo eingeladen und beantwortete seine Anfragen zu westlichen Studien. In „Machijinbukuro“ (町人嚢) betont Joken die Bedeutung des Lebens eines Stadtbewohners, aber er sagt den Samurai nicht nur, dass das Leben eines Stadtbewohners Vergnügen macht. Noch grundlegender betonte er, dass es keine angeborene Vornehmheit des Menschen gibt, sondern dass alle Menschen der Welt die gleiche Würde besitzen.
In seinem Buch „Hyakushobo“ (百姓嚢) kritisiert Nishikawa die schlechten Mann-Frau-Beziehungen in Japan und vertrat die Idee der Monogamie. Diese zeitlosen Ansprüche basierten auf einer breiten globalen Perspektive. Tatsächlich entwickelt er in „Nihon Suido Kō“ (日本水土考) – „Überlegungen zu Wasser und Land“ 1720 eine Studie zur nationalen Landtheorie und argumentiert, dass die natürliche Umgebung eines Landes den Charakter der Nation verständlich macht. Zu seinen weiteren Veröffentlichungen gehören „Ka-Ei Tsushō Kō“ (華夷通商考) – „Gedanken zum Handel mit China und dem Ausland“ 1695, „Tenmon giron“ (天文義論) – „Erörterung zu Prinzipien der Astronomie“ 1712 und „Nagasaki yawasō“ (長崎夜話草) – „Abendgeschichten aus Nagasaki“ 1719.